# Дідьє Гійом
Дідьє Гійом (фр. Didier Guillaume; 11 травня 1959, Бур-де-Пеаж — 17 січня 2025) — французький політик, державний міністр Монако з 2 вересня 2024 року до своєї смерті 17 січня 2025 року.

## Біографія
У 1981 році почав кар'єру на посаді фінансового інспектора, в 1983 році обраний до муніципальної ради свого рідного міста Бур-де-Пеажа, з 1986 по 1994 рік був секретарем відділення Соціалістичної партії в департаменті Дром, з 1992 по 1998 рік — депутат регіональної ради Рона-Альпи, в 1994-1995 і в 1997-2003 роках — національний секретар Соцпартії, в 1998 обраний до генеральної ради департаменту Дром.
У 1995-2004 роках був мером Бур-де-Пеажа, в 2004 обраний головою генеральної ради департаменту Дром, був радником міністра сільського господарства Франції Жана Главані. 21 вересня 2008 року обраний до Сенату Франції.
15 квітня 2014 року обраний головою соціалістичної фракції Сенату, здобувши у внутрішньопартійній боротьбі гору над такими сильними суперниками, як вірний послідовник Мануеля Вальса Люк Карвунас та прихильниця Франсуа Олланда Фредеріка Еспаньяк. У фінальному голосуванні заручився підтримкою 84 сенаторів-соціалістів проти 23, які віддали перевагу сенатору від Ньєвра Гаетану Горсу.
5 січня 2015 року оголосив, що не має наміру виставляти свою кандидатуру на виборах до ради департаменту Дром, що відбулися в березні 2015 року, і 2 квітня 2015 року його наступником у кріслі голови ради став Патрік Лабон.
16 січня 2018 року оголосив про відставку з посади лідера соціалістичної фракції Сенату та про залишення політики (22 січня новим лідером фракції був обраний Патрік Канне).
16 жовтня 2018 року в результаті серії перестановок у другому уряді Філіпа отримав портфель міністра сільського господарства.
7 грудня 2019 року оголосив про намір виставити свою кандидатуру на наступних муніципальних виборах у Біарриці. Цей крок привернув увагу громадськості, оскільки інший член чинного кабінету — державний секретар при міністрі зв'язків із Євросоюзом та закордонних справ Жан-Батист Лемуан мав намір протистояти своєму колезі, увійшовши до списку правлячої партії «Вперед, Республіка!». У січні 2020 року Гійом і Лемуан на вимогу президента Макрона зняли свої кандидатури з виборів.
6 липня 2020 року при формуванні уряду Кастекса виключено зі складу Кабінету, в якому портфель міністра сільського господарства отримав Жюльєн Денорманді.

## Уряд Монако
10 червня 2024 року Дідьє Гійом був оголошений новим державним міністром Монако, 2 вересня він змінив свого попередника П'єра Дарту.